# Rynkatorpa felderi
Rynkatorpa felderi is een zeekomkommer uit de familie Synaptidae.
De wetenschappelijke naam van de soort werd in 2005 gepubliceerd door David Pawson & D.J. Vance.